# Županijske lige u BiH
Sve županije u FBiH imaju najmanje jednu županijsku ligu. Prve županijske lige čine četvrti, a druge peti stupanj nogometnih natjecanja u Bosni i Hercegovini. Prvaci županijskih liga ulaze u Druge lige FBiH odnosno u prve županijske lige.  

## Županijske lige[1]
- Unsko-sanska županija

1. županijska liga USŽ
- Posavska županija

1. županijska liga PŽ
2. županijska liga PŽ
- Tuzlanska županija

1. županijska liga TŽ
2. županijska liga TŽ Zapad, Sjever i Jug
- Zeničko-dobojska županija

1. županijska liga ZDŽ
- Bosansko-podrinjska županija

1. županijska liga BPŽ
- Županija Središnja Bosna

Županijska liga A
Županijska liga B
- Hercegovačko-neretvanska županija

1. županijska liga HNŽ
- Zapadnohercegovačka županija

Međužupanijska liga HBŽ i ZHŽ
- Sarajevska županija

1. županijska liga SŽ 2 skupine
- Hercegbosanska županija

Međužupanijska liga HBŽ i ZHŽ

Kategorija:Sezone četvrtog ranga nogometnog prvenstva Bosne i Hercegovine

Kategorija:Sezone petog ranga nogometnog prvenstva Bosne i Hercegovine